# St. Laurentius (Minderoffingen)

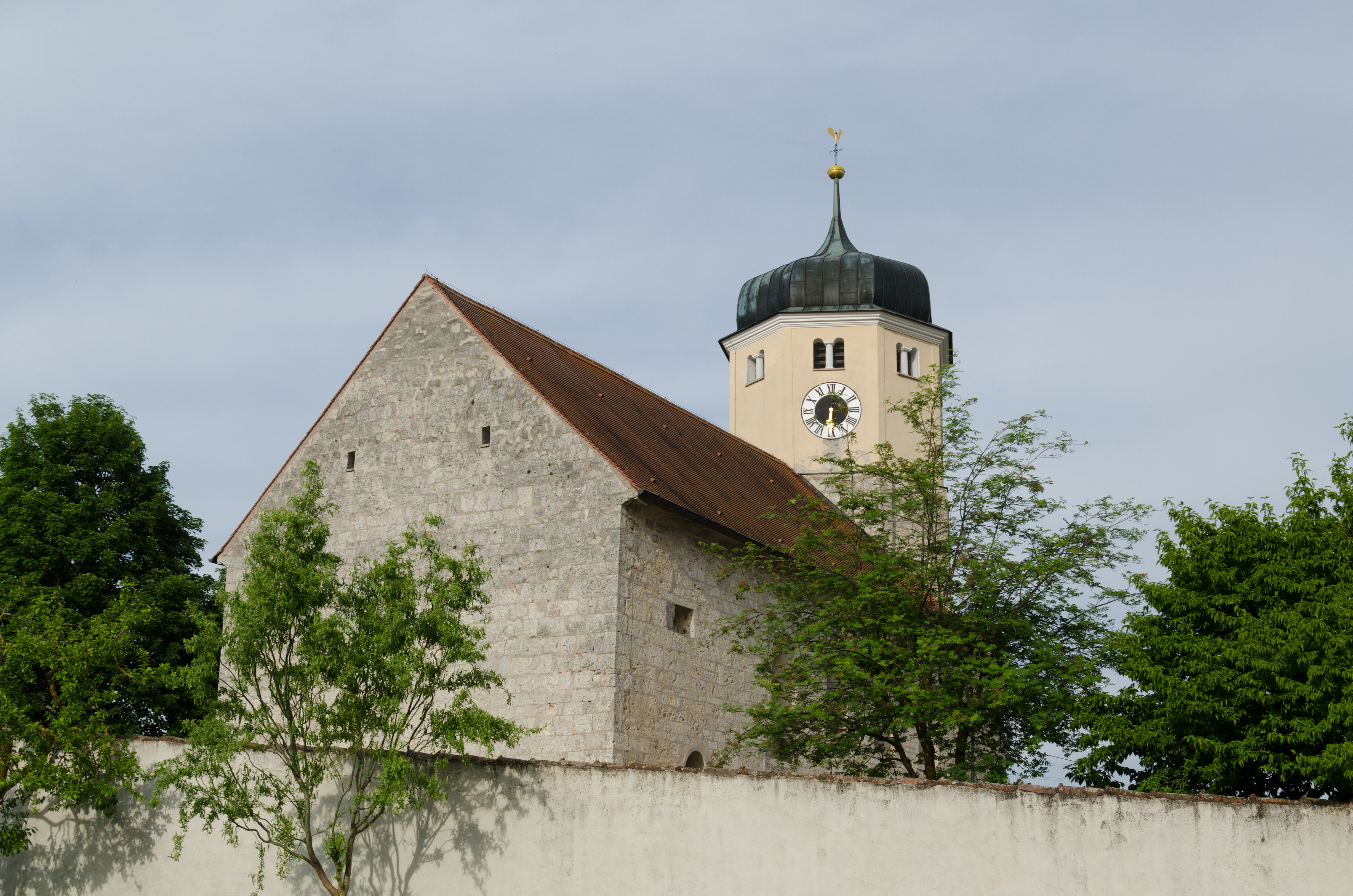
St. Laurentius in Minderoffingen

Die römisch-katholische Pfarrkirche St. Laurentius steht in Minderoffingen, einem Gemeindeteil von Marktoffingen im schwäbischen Landkreis Donau-Ries von Bayern. Das Bauwerk ist in der Liste der Baudenkmäler in Marktoffingen als Baudenkmal unter der Nr. D-7-79-177-11 eingetragen. Die Kirche gehört zum Dekanat Nördlingen des Bistums Augsburg.

## Beschreibung
Von der ehemaligen Wehrkirche aus dem frühen 12. Jahrhundert sind die unteren Geschosse des Chorturms erhalten. Die heutige Saalkirche besteht aus einem Langhaus aus unverputztem Quadermauerwerk, einem Chorturm auf quadratischem Grundriss im Osten, einer Sakristei an der Nordwand und einer Apsis an der Ostwand des Chorturms. Der Chorturm wurde in der zweiten Hälfte des 17. Jahrhunderts mit einem achteckigen Geschoss aufgestockt, das die Turmuhr und den Glockenstuhl beherbergt, und mit einer Zwiebelhaube bedeckt. 
Der Innenraum des Langhauses ist mit einer Flachdecke überspannt, der des Chors im Erdgeschoss des Chorturms, mit einem Sterngewölbe. Im Pfeiler der Empore im Westen des Langhauses, auf dem eine Orgel steht, ist ein Taufbecken eingelassen.